# Bapton
Bapton – osada w Anglii, w hrabstwie Wiltshire. Leży 17 km na północny zachód od miasta Salisbury i 138 km na zachód od Londynu.